# Дикиль
Дикиль, Дикки́ль (араб. دخيل‎, фр. Dikhil) — город в Джибути, центр одноимённого региона. Через город проходит шоссе из столицы Джибути на восток к озеру Аббе. Население Дикиля — около 12 000 человек.

## История
Английский исследователь Вилфред Тезигер, посетивший город в 1934 году, обнаружил здесь неприступную крепость, недавно построенную французскими колониальными властями.

Стены, двадцать футов в высоту, с бойницами, покрыты битым стеклом и колючей проволокой. Есть две наблюдательные башни.
Оригинальный текст (англ.)The walls are twenty feet high, loop-holed, and topped with broken glass and a barbed-wire entanglement. There are two large observation towers.

Тезигер считал, что гарнизон, размещённые здесь, обеспечивал экономическую поддержку.
После Войны за Огаден Дикиль и Али-Сабих приняли порядка 8000 сомалийцев из клана Исса, бежавших из Эфиопии.

## Экономика
Более всего город знаменит благодаря расположенному неподалёку популярному солёному озеру Абба. Большинство экскурсий к озеру начинаются именно из Дихила. Практически все местные жители могут рассказать об озере и поработать проводником и экскурсоводом.

## Климат
| Показатель                    | Янв. | Фев. | Март | Апр. | Май | Июнь | Июль | Авг. | Сен. | Окт. | Нояб. | Дек. | Год  |
| ----------------------------- | ---- | ---- | ---- | ---- | --- | ---- | ---- | ---- | ---- | ---- | ----- | ---- | ---- |
| Средний суточный максимум, °C | 24   | 25   | 26   | 27   | 28  | 32   | 34   | 35   | 31   | 27   | 24    | 23   | 28   |
| Средний суточный минимум, °C  | 21   | 22   | 23   | 23   | 24  | 25   | 26   | 27   | 25   | 24   | 22    | 20   | 23,5 |
| Норма осадков, мм             | 10   | 15   | 14   | 13   | 11  | 0    | 0    | 0    | 10   | 10   | 14    | 15   | 112  |